# 徳島板野警察署
徳島板野警察署（とくしまいたのけいさつしょ）は、徳島県警察が管轄する警察署の一つである。

## 所在地
- 徳島県板野郡北島町鯛浜川久保211-1
  - 板野庁舎 徳島県板野郡板野町大寺字大向34-1（旧板野警察署）

## 管轄区域
- 徳島市川内町及び応神町
- 板野郡
  - 松茂町
  - 北島町
  - 藍住町
  - 板野町
  - 上板町

## 沿革
- 2018年4月1日、板野警察署と徳島北警察署が統合、改称。

## 交番

### 徳島市
- 川内町交番（徳島市川内町大松486番地の2）

### 松茂町
- 松茂町交番（板野郡松茂町中喜来字前原西四番越13番地1）

### 藍住町
- 藍住町交番（板野郡藍住町奥野字矢上前52番地1）

## 駐在所

### 徳島市
- 応神町吉成駐在所（徳島市応神町吉成字西吉成91番地の3）

### 板野町
- 板野町大寺駐在所（板野郡板野町大寺字亀山西169番地5）
- 板野町下庄駐在所（板野郡板野町下庄字古杉111番地1）
- 板野町那東駐在所（板野郡板野町那東字楠木8番地2）

### 上板町
- 上板町西分駐在所（板野郡上板町西分字カヤノ46番地4）
- 上板町神宅駐在所（板野郡上板町神宅字北屋敷27番地8）
- 上板町鍛冶屋原駐在所（板野郡上板町七條字西栗ノ木21番地4）

## 警備派出所

### 松茂町
- 徳島空港警備派出所（板野郡松茂町豊久字朝日野16番2）